# Der Herr der Silberminen
Der Herr der Silberminen ist ein US-amerikanischer Western aus dem Jahr 1948 von Raoul Walsh. Der Film wurde von Warner Bros. produziert und basiert auf der Kurzgeschichte Gentleman Rogue von Stephen Longstreet. Die Hauptrollen in dem Schwarzweißfilm spielten Errol Flynn und Ann Sheridan.

## Handlung
Während des Amerikanischen Bürgerkrieges wird der Unionssoldat Mike McComb unehrenhaft entlassen. Er verweigerte einen Befehl und verbrannte eine Million Dollar, damit es den Konföderierten nicht in die Hände fällt.
Mit einigen Freunden überfällt er ein in der Nähe des Camps befindliches Casinozelt. Mike und seine Männer konfiszieren die Ausrüstung und machen sich auf den Weg nach Nevada, um in Silver City einen Saloon mit Spielhalle zu eröffnen. Auf dem Missouri-Dampfer nach St. Joseph versucht Sweeney, ein Geschäftsmann, die Ausrüstung zu beschlagnahmen. Doch Mike kann in einem Pokerspiel die Wagen des Fuhrunternehmers Sam Slade gewinnen. Eigentlich sollte Slade Ausrüstung für die Silberminen nach Silver City transportieren.
In Silver City warnen Sweeney und Georgia Moore, die mit ihrem Mann Stanley eine Silbermine betreibt, die Einwohner vor Mike. Mike jedoch eröffnet unbeeindruckt seinen Saloon. Er stellt den alkoholkranken Anwalt John Plato Beck ein und leiht Stanley die Wagen zum Transport der Ausrüstung gegen einen Anteil an der Mine. Mike verliebt sich in Georgia, doch er kann keinen Keil in ihre Beziehung zu ihrem Mann treiben.
Wegen Finanzproblemen kann sich Stanley keine Schmelzerei leisten. Für einen weiteren Anteil an der Mine finanziert Mike die Schmelzerei. Sweeney versucht die Arbeiter aufzuwiegeln. Sie sollen Bargeld und keine Zahlungsanweisungen erhalten. Als Lösung eröffnet Mike eine Bank, die die Anweisungen sofort bar auszahlt. Sogar der US-Präsident Ulysses S. Grant wird auf die Geschäfte aufmerksam. Er schlägt vor, mehr Silber zu fördern, so dass die USA Kredite vergeben kann. Stanley schlägt vor, Silber in den Black Rocks zu fördern.
Mike weiß, dass die Black Rocks den Shoshonen gehören, die sich zudem auf dem Kriegspfad befinden. Jedoch warnt er Stanley nicht, der kurze Zeit später bei einem Angriff der Indianer getötet wird. Georgia reist nach San Francisco, in der Zwischenzeit lässt sich Mike eine Villa bauen. Nach Georgias Rückkehr heiraten beide.
Auf einem Fest kommt der betrunkene Beck ins Reden und erzählt den Stadtbewohnern von Mikes Vorgehen. Sie ziehen ihr Geld aus der Bank ab. Verzweifelt schließt Mike die Mine, was die Leute noch mehr gegen ihn aufbringt. Georgia versucht, ihren Mann von der Wiederöffnung der Mine zu überzeugen. Als sich Mike weigert, verlässt sie ihn.
Nach einiger Zeit muss Mike Bankrott erklären. Beck kandidiert für den Senat, das Minensyndikat, angeführt von Sweeney, stellt einen Gegenkandidaten auf. Während einer Rede wird Beck von Sweeney getötet. Mike stachelt die Menge zur Rache auf. Es kommt zu einem Kampf, bei dem Sweeney und seine Gefolgsleute unterliegen. Mike verhindert, dass Sweeney gelyncht wird. Er hält selber eine Rede und verspricht Änderungen für die Stadt vorzunehmen. Die Rede beeindruckt Georgia, die zu Mike zurückkehrt.

## Produktion
Gedreht wurde der Film von Ende April bis Anfang August 1947 auf der Warner Movie Ranch in Calabasas. Weitere Aufnahmen entstanden im Bronson Canyon, im Inyo National Forest sowie in Bishop.

## Stab und Besetzung
Ted Smith war der Art Director, William Wallace der Szenenbildner. William Travilla war für die Kostüme verantwortlich, William C. McGann für die Spezialeffekte. Musikalischer Direktor war Leo F. Forbstein.
In kleinen nicht im Abspann erwähnten Nebenrollen traten Richard Alexander, Trevor Bardette, Marjorie Bennett, George Chandler, Dorothy Christy, Dick Elliott, Franklyn Farnum, Russell Hicks, Stuart Holmes, Clarence Muse, Bud Osborne, Eddie Parker, Otto Reichow, Dorothy Vernon, Leo White, Ian Wolfe und Harry Lewis Woods auf.
Als Stuntmen arbeiteten neben Eddie Parker u. a. auch Richard Farnsworth und der spätere Tarzan-Darsteller Jock Mahoney (als Double für Errol Flynn).

## Synchronisation
Die Synchronisation für das deutsche Fernsehen entstand 1998 durch die FFS Film- & Fernseh-Synchron GmbH. Werner Uschkurat war der Autor des Buches und gleichzeitig Dialogregisseur.
In der Synchronisation der Kinofassung wurde Errol Flynn von Axel Monjé gesprochen.
| Rolle           | Schauspieler    | Deutscher Synchronsprecher |
| --------------- | --------------- | -------------------------- |
| Mike McComb     | Errol Flynn     | Sigmar Solbach             |
| Georgia Moore   | Ann Sheridan    | Katrin Fröhlich            |
| John Plato Beck | Thomas Mitchell | Hartmut Reck               |
| Stanley Moore   | Bruce Bennett   | Walter von Hauff           |
| Porter          | Tom D’Andrea    | Claus Brockmeyer           |
| Sweeney         | Barton MacLane  | Hartmut Neugebauer         |
| Chevigee        | Monte Blue      | Fritz von Hardenberg       |
| Major Spencer   | Jonathan Hale   | Norbert Gastell            |
| Major Ross      | Arthur Space    | Andreas Neumann            |
| Sam Slade       | Alan Bridge     | Tommi Piper                |
| Präsident Grant | Joseph Crehan   | Michael Rüth               |

## Veröffentlichung
Die Premiere des Films fand am 18. Mai 1948 in Denver statt. In der Bundesrepublik Deutschland kam er am 19. Oktober 1951 in die Kinos, in Österreich am 5. Februar 1952.

## Kritiken
Das Lexikon des internationalen Films schrieb: „Ein düsterer Western mit intellektuellem Ehrgeiz, der in seiner recht zynischen Demonstration des Bösen dem ‘film noir’ nähersteht als dem eigenen Genre. Mit viel Routine und Professionalität inszeniert und gespielt.“
Die Filmzeitschrift Cinema befand das Werk als „pompöse[n] Langeweiler von Raoul Walsh und ein Flop für den damals 39-jährigen Flynn.“

## Auszeichnung
Errol Flynn wurde 1951 als bester internationaler Darsteller mit dem Bambi ausgezeichnet.